# Maciej Strojny
Maciej Strojny (ur. 19 lutego 1967 w Krakowie) – polski aktor dziecięcy i architekt. Znany z roli Leszka Leśniewskiego w serialu Rodzina Leśniewskich.

## Życiorys
W latach 1978–1980 odtwarzał rolę w serialu Rodzina Leśniewskich gdzie wcielał się w rolę Leszka Leśniewskiego, syna głównych bohaterów, w 1980 wystąpił w filmie o takim samym tytule. Po zakończeniu serialu postanowił nie kontynuować swojej aktorskiej kariery. W latach 1985–1991 studiował na Wydziale Architektury Politechniki Krakowskiej, obecnie pracuje jako architekt.

## Filmografia
- 1978: Rodzina Leśniewskich – jako Leszek Leśniewski
- 1980: Rodzina Leśniewskich – jako Leszek Leśniewski

Źródło: Filmpolski.pl